# غيب (مقاطعة تشرداول)
غيب (بالفارسية: غیب) هي قرية تقع في قسم بيجنوند الريفي (مقاطعة تشرداول) في إيران.